# Leichtathletik-Europameisterschaften 1938/4 × 100 m der Männer

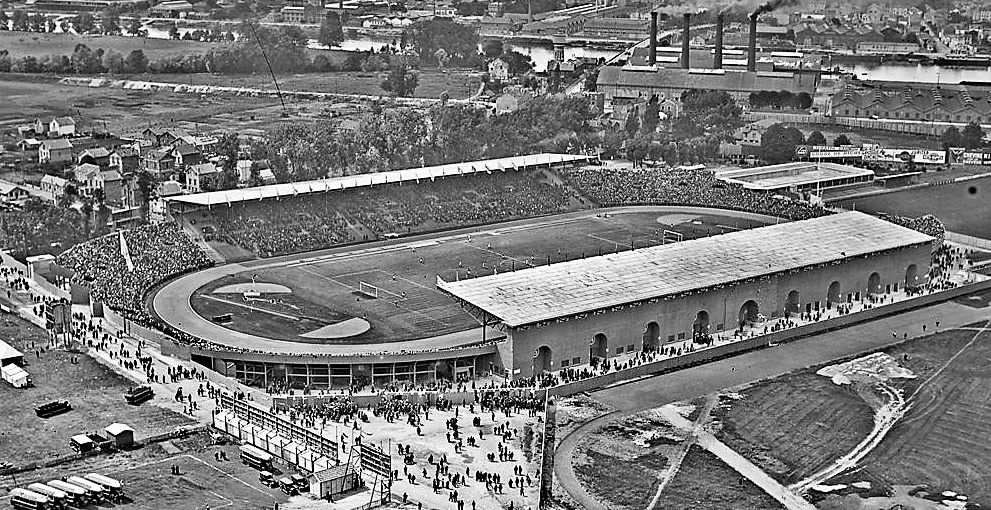
Olympiastadion in Paris 1924

Die 4-mal-100-Meter-Staffel der Männer bei den Leichtathletik-Europameisterschaften 1938 wurde am 5. September 1938 im Stade Olympique der französischen Hauptstadt Paris ausgetragen.
Europameister wurde die deutsche Staffel in der Besetzung Manfred Kersch, Gerd Hornberger, Karl Neckermann und Jakob Scheuring. Schweden gewann die Silbermedaille mit Gösta Klemming, Åke Stenqvist, Lennart Lindgren und Lennart Strandberg. Bronze ging an Großbritannien (Maurice Scarr, Godfrey Brown, Arthur Sweeney, Ernest Page).

## Rekorde

### Bestehende Rekorde
| Weltrekord           | 39,8 s | USA (Jesse Owens, Ralph Metcalfe, Foy Draper, Frank Wykoff)                         | OS Berlin, Deutsches Reich | 9. August 1936    |
| Europarekord         | 40,3 s | Deutsches Reich (Manfred Kersch, Gerd Hornberger, Karl Neckermann, Jakob Scheuring) | Berlin, Deutsches Reich    | 13. August 1938   |
| Meisterschaftsrekord | 41,0 s | Deutsches Reich (Egon Schein, Erwin Gillmeister, Gerd Hornberger, Erich Borchmeyer) | EM Turin, Italien          | 9. September 1934 |

### Rekordverbesserung
Die siegreiche deutsche Staffel verbesserte in der Besetzung Manfred Kersch, Gerd Hornberger, Karl Neckermann und Jakob Scheuring den eigenen EM-Rekord im Finale am 5. September um eine Zehntelsekunde auf 40,9 Sekunden.

## Vorrunde
5. September 1938, 15:00 Uhr
Die Vorrunde wurde in zwei Läufen durchgeführt. Für das Finale qualifizierten sich pro Lauf die ersten drei Staffeln – hellblau unterlegt.

### Vorlauf 1
| Platz | Name            | Nation                                                           | Zeit (s) |
| ----- | --------------- | ---------------------------------------------------------------- | -------- |
| 1     | Deutsches Reich | Manfred Kersch Gerd Hornberger Karl Neckermann Jakob Scheuring   | 41,1     |
| 2     | Großbritannien  | Maurice Scarr Godfrey Brown Arthur Sweeney Ernest Page           | 41,4     |
| 3     | Schweden        | Gösta Klemming Åke Stenqvist Lennart Lindgren Lennart Strandberg | 42,0     |
| 4     | Frankreich      | Victor Goldowski Oscar Stolz Andre Dessus Jean Jourdian          | 42,2     |

### Vorlauf 2
| Platz | Name               | Nation                                                            | Zeit (s) |
| ----- | ------------------ | ----------------------------------------------------------------- | -------- |
| 1     | Königreich Italien | Tullio Gonnelli Gianni Caldana Edoardo Daelli Orazio Mariani      | 42,1     |
| 2     | Schweiz            | Fritz Seeger Jean Studer Bernard Marchand Paul Hänni              | 42,3     |
| 3     | Niederlande        | Martinus Osendarp Wil van Beveren Tjeerd Boersma Heinz Baumgarten | 42,4     |
| 4     | Ungarn             | Gyula Gyenes Janos Paizs József Kovács József Sir                 | 42,8     |

## Finale
5. September 1938, 16:10 Uhr
| Platz | Staffel            | Besetzung                                                         | Zeit (s) |
| ----- | ------------------ | ----------------------------------------------------------------- | -------- |
| 1     | Deutsches Reich    | Manfred Kersch Gerd Hornberger Karl Neckermann Jakob Scheuring    | 40,9 CR  |
| 2     | Schweden           | Gösta Klemming Åke Stenqvist Lennart Lindgren Lennart Strandberg  | 41,1     |
| 3     | Großbritannien     | Maurice Scarr Godfrey Brown Arthur Sweeney Ernest Page            | 41,2     |
| 4     | Königreich Italien | Tullio Gonnelli Gianni Caldana Edoardo Daelli Orazio Mariani      | 41,3     |
| DNF   | Niederlande        | Martinus Osendarp Wil van Beveren Tjeerd Boersma Heinz Baumgarten |          |
| DSQ   | Schweiz            | Fritz Seeger Jean Studer Bernard Marchand Paul Hänni              |          |